# دادا تشان
دادا تشان (بالصينية: 陳靜) هي ممثلة صينية، ولدت في 22 مارس 1989 في هونغ كونغ في الصين.

## وصلات خارجية
- دادا تشان على موقع IMDb (الإنجليزية)
- دادا تشان على موقع قاعدة بيانات الفيلم (الإنجليزية)